# Bière
Bière is een gemeente en plaats in het Zwitserse kanton Vaud en maakt sinds 2008 deel uit van het district Morges. Voor 1 januari 2008 maakte de gemeente deel uit van het toen opgeheven district Aubonne.
Bière telt 1421 inwoners.